# Nîzkivka, Snovsk
Nîzkivka (în ucraineană Низківка) este localitatea de reședință a comunei Nîzkivka din raionul Snovsk, regiunea Cernihiv, Ucraina.

## Demografie
Componența lingvistică a localității Nîzkivka
     Ucraineană (98,01%)
     Rusă (1,99%)
Conform recensământului din 2001, majoritatea populației localității Nîzkivka era vorbitoare de ucraineană (98,01%), existând în minoritate și vorbitori de rusă (1,99%).